# 阿彭
阿彭（德語：Apen，發音：[ˈaːpn̩]）是德国下萨克森州阿默兰县的市镇，面积77.02平方千米，2023年12月31日人口为12,359人。